# Station Sokule
Station Sokule is een spoorwegstation in de Poolse plaats Sokule.